# گرگوار پوله
گرگوار پوله (به فرانسوی: Grégoire Polet) نویسنده قرن بیستم میلادی اهل بلژیک است.